# Nikon Coolpix 800
Le Nikon Coolpix 800 est un appareil photographique numérique de type compact fabriqué par Nikon de la série de Nikon Coolpix.
Commercialisé en septembre 1999, le 800 est un appareil de dimensions réduites : 11,9 x 6,1 x 6,9 cm qui possède une définition de 2 mégapixels et est équipé d'un zoom optique de 2x.

Sa portée minimum de la mise au point est de 30 cm mais ramenée à 7 cm en mode macro.

L’ajustement de l'exposition est automatique et permet également un mode manuel avec un ajustement dans une fourchette de ±2.0 par paliers de 0,33 EV.

La balance des blancs se fait de manière automatique, mais également semi-manuel avec des 5 options pré-réglées (ensoleillé, lumière incandescent, tubes fluorescents, trouble, éclair).

Son flash incorporé dispose de la fonction atténuation des yeux rouges.

Son mode Rafale assure 1,5 image par seconde.

## Caractéristiques
- Capteur CCD taille 1/2 pouce - 2,11 millions de pixels, effective : 1,92 million de pixels
- Zoom optique : 2x ; numérique : 2,5x
- Distance focale équivalence 35 mm : 38-76 mm
- Ouverture de l'objectif : F/3,5-F/4,8
- Vitesse d'obturation : 8 à 1/750 seconde
- Sensibilité : Auto et manuel 100 - 200 et 400 ISO
- Stockage : CompactFlash type I - pas de mémoire interne
- Définition image maxi : 1600 × 1200 au format JPEG et TIFF
- Autres définitions : 640 × 480
- Définitions vidéo : 320 × 240 à 30 images par seconde au format QuickTime.
- Connectique : série RS-232/422 - sortie vidéo composite
- Écran LCD de 1,8 pouce - matrice active TFT de 112 000 pixels
- Batterie (x4) type AA (LR6)
- Poids : 360 g avec accessoires (batteries-mémoire externe)
- Finition : noir.